# Prohardyia fungorum
Prohardyia fungorum är en tvåvingeart som beskrevs av Adrian C. Pont 1969. Prohardyia fungorum ingår i släktet Prohardyia och familjen husflugor. Inga underarter finns listade i Catalogue of Life.